# Gamarra (Málaga)
Gamarra es un barrio que pertenece al distrito Bailén-Miraflores de la ciudad de Málaga, España. Limita con los barrios de Suárez y Haza del Campillo al norte; La Trinidad, al este; Las Chapas al sur; y con Nueva Málaga y Los Castillejos, al oeste. Recibe este nombre debido al colegio privado-concertado católico de la Congregación de las Hijas de Jesús, ubicado en dicho barrio. El nombre actual del colegio es "Virgen Inmaculada-Sta.Mª de la Victoria", conocido en toda la ciudad como "colegio Gamarra". El centro cuenta con enseñanza primaria, secundaria, además de bachillerato. Así mismo, también cuenta con grado medio y superior. Destacar que el bilingüismo está presente en este centro
Como se ha expuesto anteriormente es un colegio de la Congregación de las Hijas de Jesús, dicha congregación nace el 8 de diciembre de 1871 en Salamanca. Esta congregación fue fundad por la Madre Cándida Mª  de Jesús para dar respuesta a una gran necesidad de su tiempo: la exclusión de las mujeres y de las clases económicamente más pobres. En un periodo corto de tiempo se extiende por España y por el mundo.

## Transportes
En autobús, queda conectado mediante las siguientes líneas de la EMT: 
| Línea | Trayecto                               | Recorrido | Frecuencia    |
| ----- | -------------------------------------- | --------- | ------------- |
| C1    | Circular 1                             | Recorrido | 12 minutos    |
| C2    | Circular 2                             | Recorrido | 11-12 minutos |
| 8     | Alameda Principal - Hospital Clínico   | Recorrido | 13 minutos    |
| 15    | La Virreina - Santa Paula              | Recorrido | 11-12 minutos |
| 21    | Alameda Principal - Puerto de la Torre | Recorrido | 12 minutos    |
| 23    | Alameda Principal - Parque Cementerio  | Recorrido | 25-30 minutos |
| 38    | Alameda Principal - Granja Suárez      | Recorrido | 20-25 minutos |
| N2    | Plaza de la Marina - Circular          | Recorrido | 50-55 minutos |